# Nicolas (chanson)
Pour les articles homonymes, voir Nicolas.
 (juillet 2016).
Si vous disposez d'ouvrages ou d'articles de référence ou si vous connaissez des sites web de qualité traitant du thème abordé ici, merci de compléter l'article en donnant les références utiles à sa vérifiabilité et en les liant à la section « Notes et références ».
Nicolas est le titre d'une chanson écrite et composée par William Sheller, sorti sur l'album éponyme en 1980.

## Historique
La chanson de William Sheller raconte l'histoire émouvante d'un petit garçon qui a été mis en pension à la campagne chez des inconnus, et qui ne veut pas y rester.
Au fil des interprétations, Sheller supprime la batterie qui était présente dans la version originale, la jugeant inutile et trop rigide.
Publiée en single, la chanson passa peu à la radio et ne connut pas un succès fulgurant. Sheller s'en servait, lors de ses premiers concerts sur scène, pour mesurer l'ambiance qui régnait dans la salle. Mais au fil des concerts, et par le bouche-à-oreille, les aventures de Nicolas se sont insinuées dans l'esprit des gens.